# Карабура-Ауліє
Карабура́-Ауліє́ (каз. Қарабура әулие) — село у складі Келеського району Туркестанської області Казахстану. Входить до складу Кошкаратинського сільського округу.
До 2002 року село називалося Клим.
Населення — 623 особи (2021; 623 у 2009, 566 у 1999, 444 у 1989).